# Вуденбридж

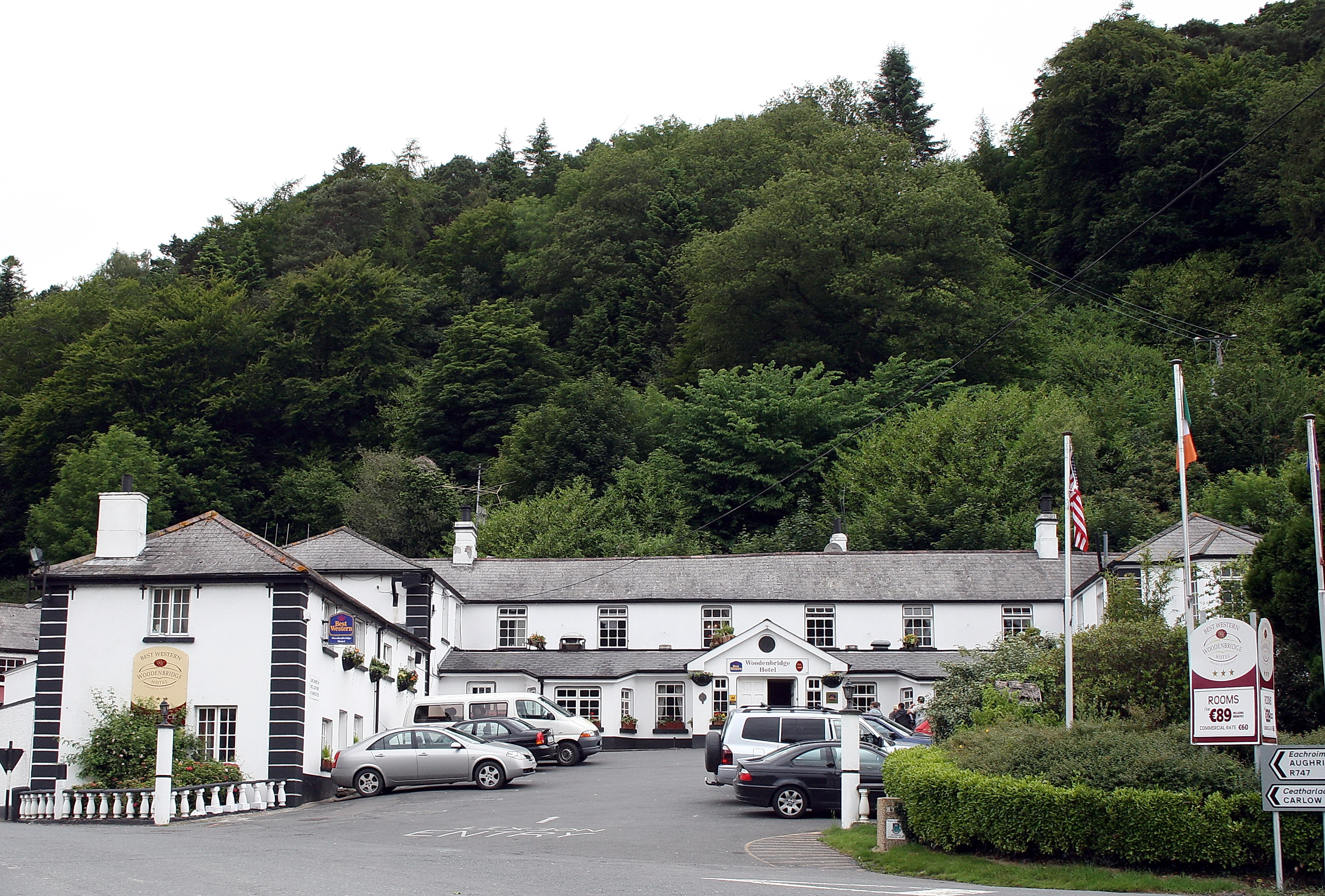
Местный отель, открытый в 1608 году

Вуденбридж (англ. Woodenbridge; ирл. An Droichead Adhmaid) — деревня в Ирландии, находится в графстве Уиклоу (провинция Ленстер) у трасс R747 и R752.
Местная железнодорожная станция была открыта 22 мая 1865 года и окончательно закрыта 30 марта 1964 года.